# Ибрам Кенди
Ибрам Золани Кенди (на английски: Ibram Xolani Kendi) е американски историк, писател и общественик.
Роден е на 13 август 1982 година в Ню Йорк в методистко афроамериканско семейство от средната класа. През 2004 година получава бакалавърска степен по афроамерикански изследвания от Флоридския селскостопански и машинен университет, след това защитава магистратура и докторат (2010) в Университета „Темпъл“. Преподава история на афроамериканците в Нюйоркския щатски университет в Онеонта (2008 – 2012), Нюйоркския щатски университет в Олбани (2012 – 2015), Флоридския университет (2015 – 2017), Американския университет (2017 – 2020), Бостънския университет (от 2020). Придобива широка известност с няколко популярни книги, посветени на расовата дискриминация в Съединените щати.